# Waldstadion Kaiserlinde
Das Waldstadion Kaiserlinde, aufgrund eines Sponsorings seit 2014 offiziell Ursapharm-Arena an der Kaiserlinde, ist ein Fußballstadion in der saarländischen Gemeinde Spiesen-Elversberg, Landkreis Neunkirchen. Die SV Elversberg trägt hier ihre Spiele der Profimannschaft, der Jugend-Bundesliga und DFB-Pokalspiele aus. Es verfügt über Rasenheizung, moderne Funktionsräume im Spielerbereich und V.I.P.-Logen. 

## Technische Daten
Die Spielstätte verfügt über eine Flutlichtanlage auf vier Masten mit insgesamt 82 Strahlern sowie weiter Bestrahlungsanlagen auf dem Stadiondach mit einer Beleuchtungsstärke von 1300 Lux und eine moderne Beschallungsanlage, welche das Stadion auch zu einem Ort für Musikveranstaltungen und Events macht. Seit Überholung der Flutlichtanlage 2013 können auch Abendspiele in der 2. und 3. Liga ausgetragen werden.

## Umbau und Kapazität
Seit Juni 2013 wird das Stadion an der Kaiserlinde, das derzeit unter dem Namen URSAPHARM-Arena firmiert, schrittweise modernisiert. Ziel ist die Schaffung einer erstligatauglichen Spielstätte mit einer Gesamtkapazität von 15.000 Plätzen. Die Kosten für den Ausbau belaufen sich auf bis zu acht Millionen Euro.
Bereits seit September 2015 verfügt das Stadion über rund 10.000 Plätze, darunter 3.410 Sitzplätze, 400 Logenplätze, 800 VIP-Business-Seats sowie 6.320 Stehplätze.
Nach dem Aufstieg der SV Elversberg in die 3. Fußball-Liga zur Saison 2022/23 wurde zunächst die Heimfantribüne überdacht. Auch die Gegengerade und der Gästebereich sollen zukünftig überdacht werden.
Mit dem Aufstieg in die 2. Fußball-Bundesliga zur Saison 2023/24 wurden weitere Ausbaumaßnahmen erforderlich, um mittelfristig die Anforderungen der Fußball-Bundesliga zu erfüllen. Die erste Zweitligasaison wurde mithilfe von provisorischen Stahlrohrtribünen überbrückt. Seit Juli 2024 entsteht anstelle der bisherigen Westtribüne ein Neubau in Fertigteil-Massivbauweise. Der Unterrang mit rund 3.500 Stehplätzen soll ab der Rückrunde der laufenden Saison 2024/25 zur Verfügung stehen. Im Oberrang entstehen über 300 Sitzplätze sowie dahinterliegende VIP-Räumlichkeiten. Der anschließende Umbau der Nordtribüne, ebenfalls in Massivbauweise, ist bereits geplant und soll nach Fertigstellung der Westtribüne beginnen.

## Namenssponsoring
Im November 2014 wurde der Pharmahersteller Ursapharm aus Saarbrücken für 10 Jahre der Namensgeber des Stadions; seitdem heißt es Ursapharm-Arena an der Kaiserlinde. Die namensgebende, fast 100 Jahre alte Kaiserlinde fiel Ende März 2015 dem Orkan Niklas zum Opfer.

## Blöcke im Stadion
Der Fanblock trägt die Bezeichnung C1, die Haupttribüne ist unterteilt in die Blöcke D1 bis D7, seit dem Aufstieg in die 2. Bundesliga gibt es provisorische Stahlrohrtribünen auf der Gegentribüne, die die Bezeichnungen B1, B2 sowie B Medien tragen. B1 ist der Stehblock auf der Gegentribüne, B2 der Sitzblock. Auch die Gegengerade, der Bereich für die Auswärtsfans, ist eine provisorische Stahlrohrtribüne. Der Stehblock trägt die Bezeichnung A1, der Sitzblock A2.

## Galerie

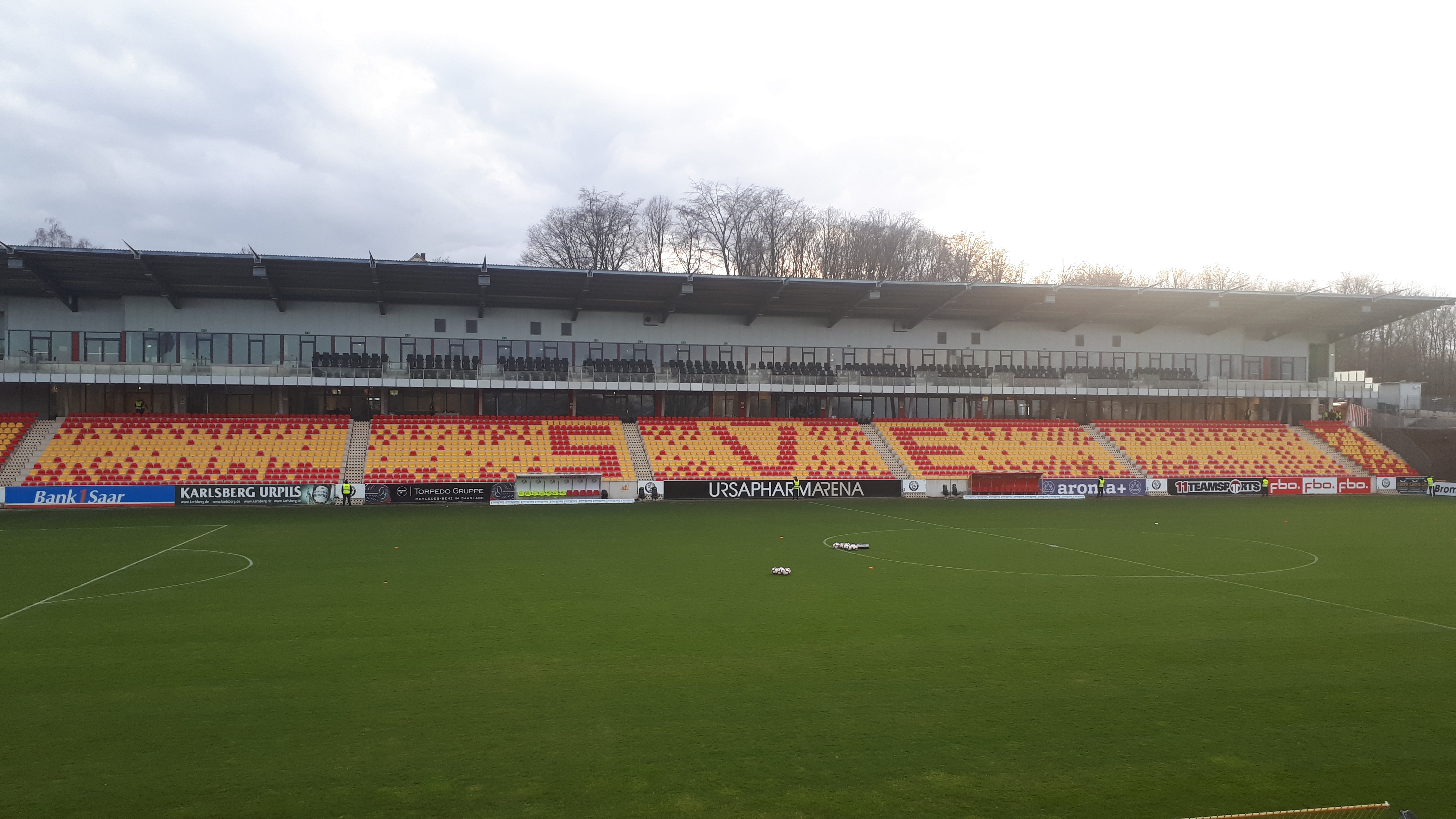
Die Haupttribüne mit Logen im oberen Bereich (März 2019)
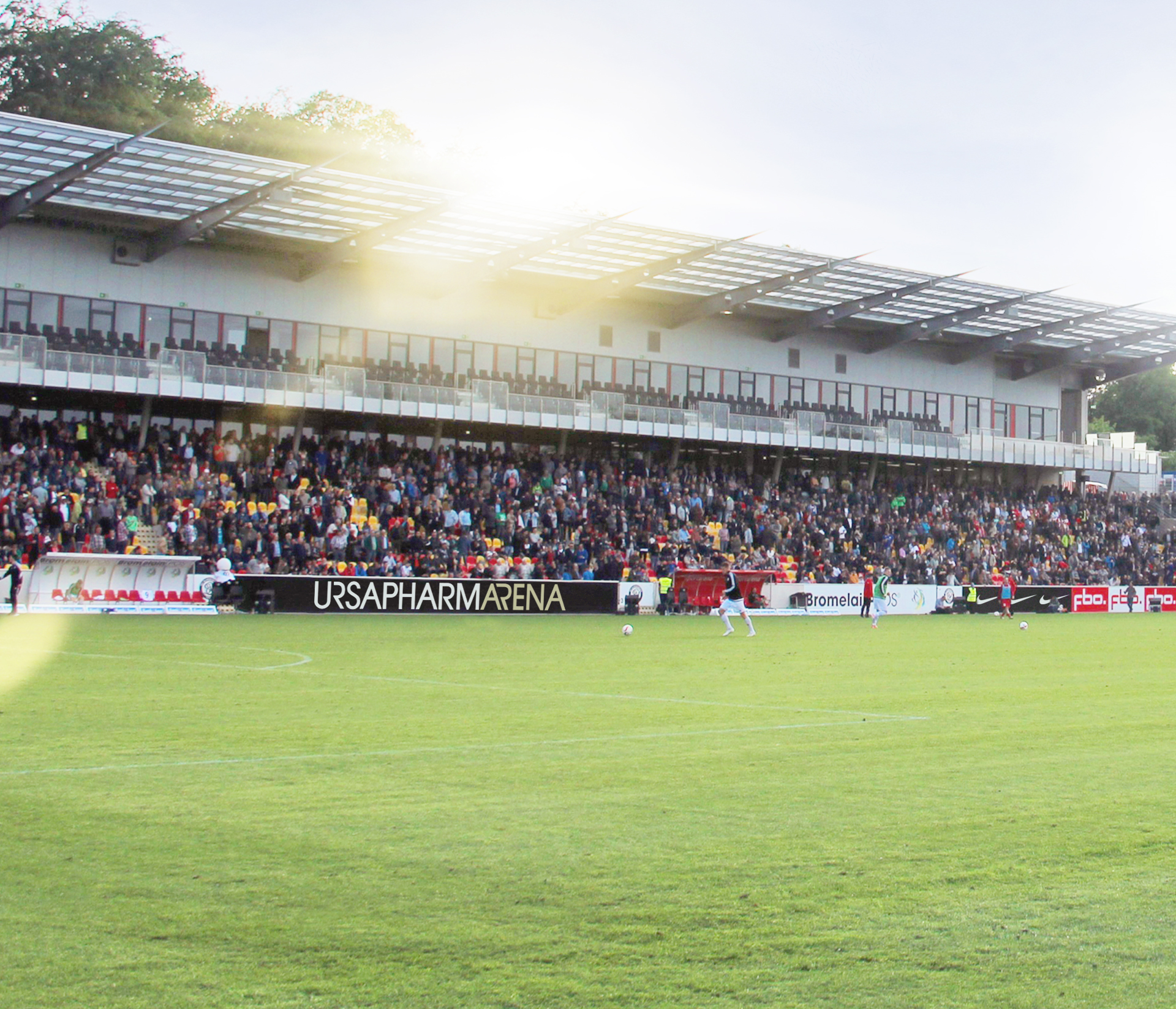
Ausverkauftes Stadion im Juli 2016